# Chakia
Chakia é um cidade no distrito de Purba Champaran, no estado indiano de Bihar.

## Geografia
Chakia está localizada a 26° 25′ N, 85° 03′ L. Tem uma altitude média de 52 metros (170 pés).

## Demografia
Segundo o censo de 2001, Chakia tinha uma população de 16 618 habitantes. Os indivíduos do sexo masculino constituem 53% da população e os do sexo feminino 47%. Chakia tem uma taxa de literacia de 51%, inferior à média nacional de 59,5%; a literacia entre homens é de 60% e de 40% entre mulheres. 18% da população está abaixo dos 6 anos de idade.